# Доротеа Ланг
Доротеа Ланг (енгл. Dorothea Lange; Хобокен, 26. мај 1895 – Сан Франциско, 11. октобар 1965) била је амерички фотограф, фото-новинар и једна од најважнијих представника документарне фотографије.
Њене фотографије су показале људску страну и трагичне последице Велике кризе које су дубоко утицале на развој документарне фотографије.

## Биографија
Доротеа Ланг је рођена 1895. године као Доротеа Маргарета Нуцхорн, у Хобокену, у савезној америчкој држави Њу Џерзи од оца Хајнриха Нуцхорна и мајке Џоане Ланг. Са седам година, оболела је од дечје парализе. Опоравила се, донекле, и веровала да је на њен карактер управо њен инвалидитет имао најзначајнији утицај. Имала је млађег брата, Мартина.
О фотографији је учила у Њујорку и по дипломирању на Универзитету Колумбија, каријеру независног портретног фотографа започела у Сан Франциску. Студијски рад, међутим, није јој био довољно привлачан и изазован и убрзо своју инспирацију налази у документовању живота индијанских племена, на Великим равницама. Кад је Америку погодила Велика криза, а онда и катастрофална суша, и кад се, из руралних подручја Средњег запада, у Калифорнију почела сливати река фармера и радника, Ланг је одлучила да документује животне и радне услове тих миграната. У томе јој је помогао и њен супруг, економиста рада, Пол Шустер Тејлор, и њихова збирка фотографија и есеја отворила је нове могућности развијања друштвене свести.
Савезна влада је дала Доротеи Ланг за задатак да, након јапанског напада на Перл Харбор, документарише присилну евакуацију јапанско-америчких заједница, прво у логор Манзанар, у Калифорнији, а онда и у друге. Проблеми расних питања и питања грађанских права, која је тај чин подстакао, и чињеница да се она морала с њима свакодневно носити, довели су Доротеу Ланг у неслагање с њеним послодавцем, савезном владом, која је и сама била у противљењу због постојања тих логора. За те фотографије ће добити заслужено признање тек 1972. године, кад је серија њих била изложена у њујоршком музеју Витни, а критичар Њујорк тајмса написао: „Ти су документи од највише вредности, јер преносе осећања жртава исто толико колико и чињенице злочина“. Осам стотине фотографија Доротее Ланг, из тог раздобља, данас се налази у Националним архивима.
”Фотограф народа“, како је многи зову, Доротеа Ланг је била један од утемељитеља цењеног часописа за фотографију – Апертур, 1952. године. Десетак година радила је и фото-есеје за часопис Лајф. Задње две деценије њеног живота ју је мучило слабо здравље, патила је од пост-полио синдрома иако враћање боли и слабости због полиомијелитиса (дечје парализе), у каснијим годинама живота, није било познато тадашњим лекарима. Умрла је 11. октобра 1965. године, у седамдесетој години живота.

## Дела
Доротеа Ланг је 1960. године описала рад на својој вероватно најславнијој фотографији, једној од најчешће репродукованијој у целој историји фотографије, Мајци миграту (енгл. Migrant Mother, снимљеној 1935. године, у Нипому, у Калифорнији, близу Санта Барбаре:
Угледала сам је и пришла, тој гладној и очајној мајци, као магнет ме је привукла. Не сећам се како сам јој објаснила што ту радим и зашто фотоапарат имам, али добро се сећам да ми она никаква питања није постављала. Направила сам пет снимака, приближавајући јој се, стално из истог смера. Нисам је питала ни одакле је ни како се зове. Рекла ми је да је стара 32 године. И рекла да живе од онога што нађу смрзнуто на околним пољима и од птица које убију деца. Управо је била продала гуме с аутомобила, како би имала чиме да купи храну. Седела је, тако, у свом импровизованом шатору, заклону чију је једну страну чинио аутомобил, док су се деца „мувала“ око ње, и чинило се као да је свесна да би јој моје фотографије могле помоћи, и тако је она помогла мени. Било је у томе неке равноправности.
На фотографији се дакле налази млада мајка, Флоренс Овенс Томпсон (енгл. Florence Owens Thompson), која изгледа два пута старије, удовица из Оклахоме, каменог лица и погледа због тешког живота, али која успева да задржи своје достојанство и своју присебност усред неописиве беде и сиромаштва. Она је са седморо мусаве деце радила на пољима грашка, а на фотографији нека њена деца скривају лице од фотоапарата и гурају га у њене скуте. Та фотографија ће постати симбол патњи која је двадесетих и тридесетих година 20. века Американцима донела Велика криза, и класични призор из оног времена званог “Dust Bowl era”, кад је за петама кризи следила и велика суша.
Ланг је фотографију користила као начин документовања тог тешког раздобља и забележила је на њима и емоционални и физички данак тешке ситуације у земљи. Својим фотографијама је желела привући, и привукла је, пажњу нације, а придобила је њима и помоћ за оне којима је помоћ требала. Мотивисала је на тај начин и агенције и појединце да ступе у акцију и побољшају ситуацију. Захваљујући фотографији Мајка мигрант, помоћ је и стигла у логор радника у којем је та мајка живела.
Ланг никада није себе сматрала уметником, већ документарним фотографом, никад није могла видети „уметност“ у својој фотографији, али те њене фотографије, црно-беле, имају исте одлике једне уметничке слике – пренела је, на филм, не само лица људи, већ и њихове животне услове.
Критичке фотографије пресељења америчких Јапанаца, Доротеа Ланг је начинила у нади да ће, ако земљи открије ситуацију у логорима и оно што се у њима збива, интернација америчких држављана јапанског порекла, бити прекинута. Но оне се нису свиђале влади и она их је цензурисала. Као фотографију јапанско-америчких девојчица које присежу оданост америчкој застави и Републици, пред сам одлазак у концентрационе логоре.